# براون آيز
براون آيز (بالكورية: 브라운아이즈) هو ثنائي رجالي كوري جنوبي يتكون من العضوين، يون غون ونايل. براون آيز أصدروا ألبومهم الأول، Brown Eyes في 7 يونيو، 2001.

## وصلات خارجية
- براون آيز على موقع ميوزك برينز (الإنجليزية)